# 粗肋结螺
粗肋结螺（学名：Ergalatax contractus），是新腹足目骨螺科粗肋结螺属的一种。主要分布于中国大陆、台湾，常栖息在潮间带的礁岩地区。